# I Griffin: Ritorno al multiverso
I Griffin: Ritorno al multiverso (Family Guy: Back to the Multiverse) è un videogioco d'azione pubblicato il 20 novembre 2012 in America Settentrionale per Xbox 360, PlayStation 3 e PC. È basato sulla serie televisiva I Griffin e in particolar modo all'episodio Viaggio nel multiverso, ed è anche un continuo dell'episodio La teoria del Big Bang. Nel gioco ricompare il personaggio di Bertram, fratello malvagio di Stewie, che era stato ucciso nella serie.

## Trama
Quando Stewie e Brian scoprono che il Bertram di un'altra dimensione ha intenzione di portare caos e distruzione in tutto l'universo, i due percorreranno un viaggio pericoloso attraverso i vari universi, composti dai momenti più famosi della serie e da cattivi già visti nei precedenti episodi, ma i due non saranno soli, al fianco dei nostri eroi ci sarà Bruce, che gli suggerirà cosa fare durante il corso dell'avventura.
- Nel Primo Livello: Brian & Stewie si ritrovano in un universo in cui a farla da padrona sono le Confraternite dei College. Per riparare il loro teletrasportatore dovranno farsi aiutare da Mort e dalla confraternita dei Nerd che a loro volta chiederanno aiuto a Brian & Stewie nel realizzare una grande festa in tutto il campus, ma le altre confraternite cercheranno d'impedirglielo

- Nel Secondo Livello: Brian & Stewie si ritrovano in universo popolato interamente dagli Amish. Questi ultimi, in combutta con Bertram, creano un'arma non tecnologica con l'intento di sconfiggere Brian & Stewie

- Nel Terzo Livello: Brian & Stewie si ritrovano in universo popolato da gente disabile, comandato dal loro vicino Joe Swanson. Brian e Stewie dovranno sconfiggere Joe e il suo "robot disabile", il Disabilitator

- Nel Quarto Livello: Brian & Stewie si ritrovano in universo completamente malvagio e si ritrovano catapultati in una Quahog semi apocalittica, dominata col pugno di ferro dal Malvagio Sindaco West e dallo Stewie Malvagio. Brian e Stewie dovranno sconfiggere il loro esercito

- Nel Quinto Livello: Brian & Stewie dovranno aiutare il Malvagio Sindaco West a far fuori un suo diretto avversario: il Sindaco McCheese. In cambio lui non aiuterà Bertram nel suo piano

- Nel Sesto Livello: Brian & Stewie si ritrovano in universo piratesco dove a farla da padrone c'è Long John Peter, vecchia "incarnazione" di Peter vista nella serie. Brian & Stewie, aiutati da Seamus, dovranno sconfiggere Long John Peter e la sua ciurma di Bucanieri

- Nel Settimo Livello: Brian & Stewie si ritrovano in universo natalizio completamente stravolto. Difatti Babbo Natale non consegna più giocattoli, ma armi di distruzione, diventando di fatto un terribile signore delle armi. Brian & Stewie dovranno sconfiggere Babbo Natale e il suo esercito di mostri elfi

- Nell'Ottavo Livello: Brian & Stewie si ritrovano in universo fantascientifico dove dei polli alieni hanno preso il controllo della terra e hanno rapito alcuni abitanti di Quahog, rinchiudendoli in una navicella spaziale. Brian & Stewie, aiutati da Peter, dovranno sconfiggere l'orda dei polli spaziali

- Nel Nono Livello: Brian & Stewie ritornano nel loro universo per fermare una volta per tutte Bertram. Nel frattempo però Peter si ritrova ad affrontare per l'ennesima volta il suo acerrimo nemico: Ernie il Pollo Gigante. I due quindi se le daranno di santa ragione

- Nel Decimo e Ultimo Livello: Brian & Stewie scoprono che Bertram ha già iniziato ad attaccare Quahog, insieme ai suoi cloni provenienti da vari universi e da un T-Rex armato fino ai denti. Brian & Stewie dovranno darsi da fare per sconfiggere Bertram, i suoi cloni e il suo T-rex corazzato

Alla fine del gioco, Stewie e Brian, dopo un'estenuante battaglia, riescono a sconfiggere Bertram (tra l'altro facendolo divorare dal suo T-Rex corazzato) e il suo esercito, e alla fine vengono acclamati come eroi dalla loro famiglia e dai loro amici riportando la pace a Quahog

## Modalità di gioco
Il gioco permette al giocatore di controllare Brian e Stewie,che, usando diverse armi, uccideranno i boss.
Ogni boss, inoltre, è rappresentato da una barra vita e diversi attacchi (long John Peter,ad esempio,può colpire il giocatore con palle di cannone e danneggiarlo con onde urto.)
I boss potranno anche usare scagnozzi (pirati nel caso di long John Peter, soldati nel caso del sindaco malvagio ed ecc..)

## Personaggi giocabili
- Stewie Griffin
- Brian Griffin
- Peter Griffin
- Lois Griffin
- Chris Griffin
- Meg Griffin
- Glenn Quagmire
- Cleveland Brown
- Adam West
- Morte